# Dysaphis eremuri
Dysaphis eremuri är en insektsart. Dysaphis eremuri ingår i släktet Dysaphis och familjen långrörsbladlöss.

## Underarter
Arten delas in i följande underarter:
- D. e. eremuri
- D. e. baisunensis